# Changhe Aircraft Industries Corporation
Changhe Aircraft Industries Corporation (CAIC, Авиастроительная корпорация Чанхэ) — китайская авиастроительная корпорация, дочернее предприятие государственного холдинга AVIC. Специализируется на производстве военных и гражданских вертолётов, а также авиационных двигателей, рулевых винтов и других комплектующих. Штаб-квартира и два сборочных предприятия расположены в городе Цзиндэчжэнь (провинция Цзянси).  
Также CAIC имеет совместное предприятие с итальянской компанией AgustaWestland (Jiangxi Changhe-Agusta Helicopter) и производит комплектующие для американской компании Sikorsky Aircraft. Дочерняя компания Changhe Machinery Factory ранее выступала соучредителем автомобильной компании Jiangxi Changhe Automobile, однако в 2010 году продала свою долю Changan Automobile Group, а та, в свою очередь, продала Changhe Automobile в 2013 году пекинской BAIC Group.

## История
Вертолётный завод в городе Цзиндэчжэнь был основан в 1969 году. В 2005 году Changhe Aircraft создала совместное предприятие с итальянским производителем вертолётов Agusta. В 2008 году в ходе реорганизации китайской авиационной промышленности компания Changhe Aircraft вошла в состав государственного авиастроительного холдинга AVIC.

## Продукция
- Боевые вертолёты Changhe Z-8, Changhe WZ-10 и Changhe Z-11[4][5]
- Транспортные и спасательные вертолёты на базе Changhe Z-8[6]
- Транспортные вертолёты Changhe Z-18
- Лёгкие многоцелевые вертолёты Changhe CA109
- Беспилотные летательные аппараты  U8 и U8E[7]
- Рулевые винты для Sikorsky S-92
- Части фюзеляжа для Sikorsky S-76 Spirit[8]

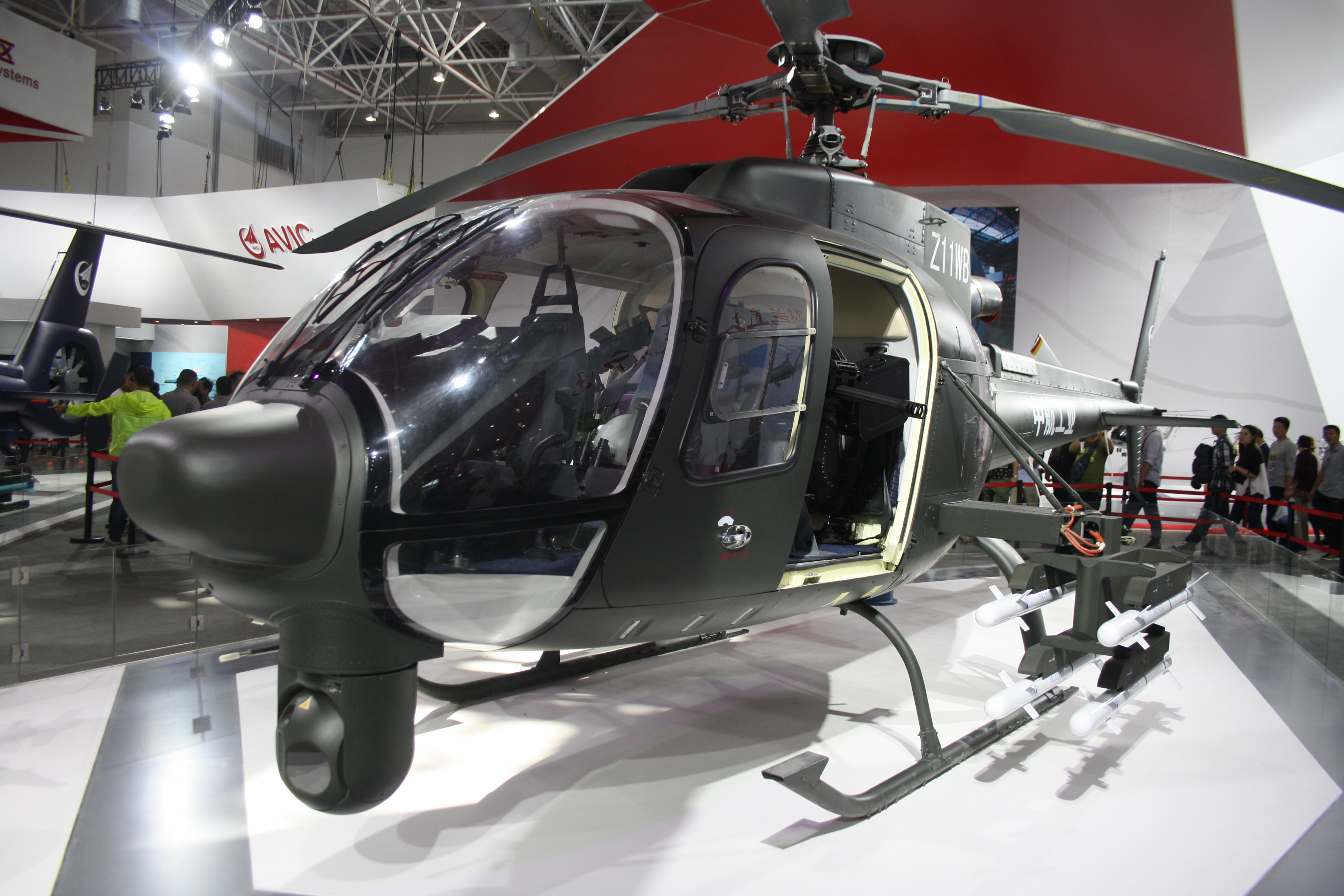
Changhe Z-11WB
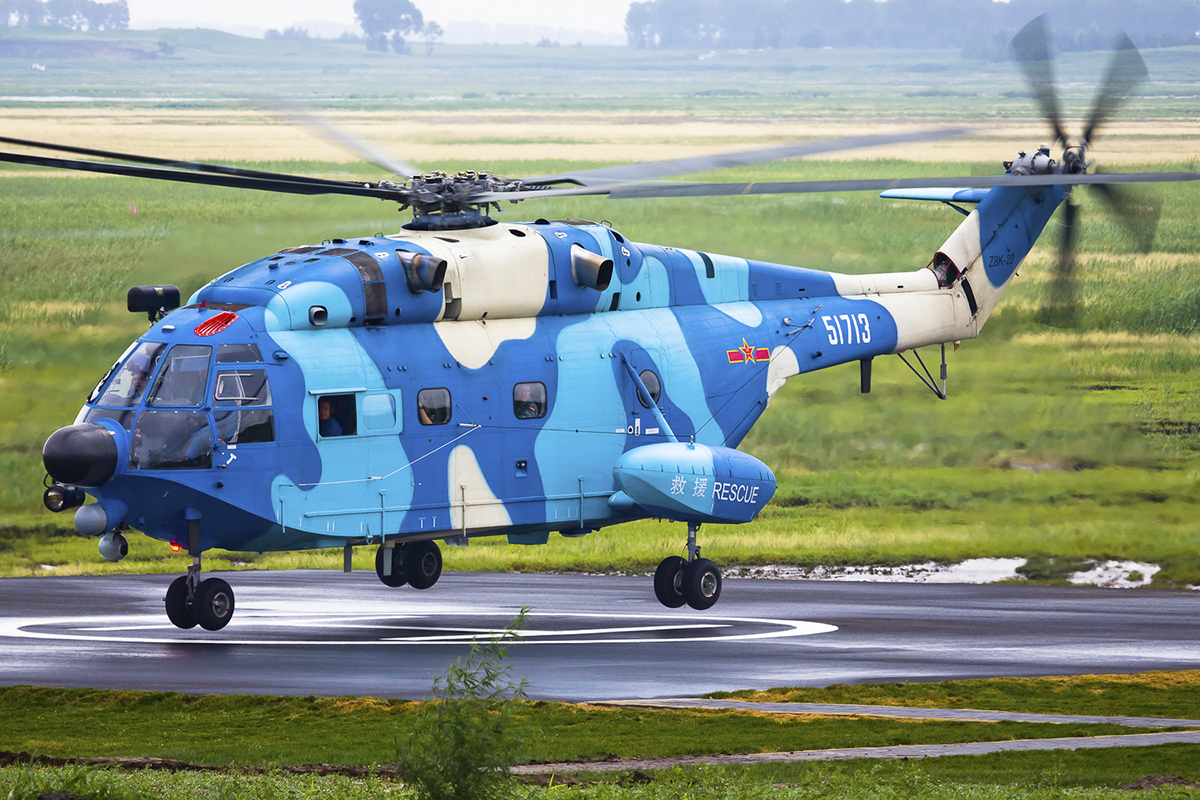
Changhe Z-8
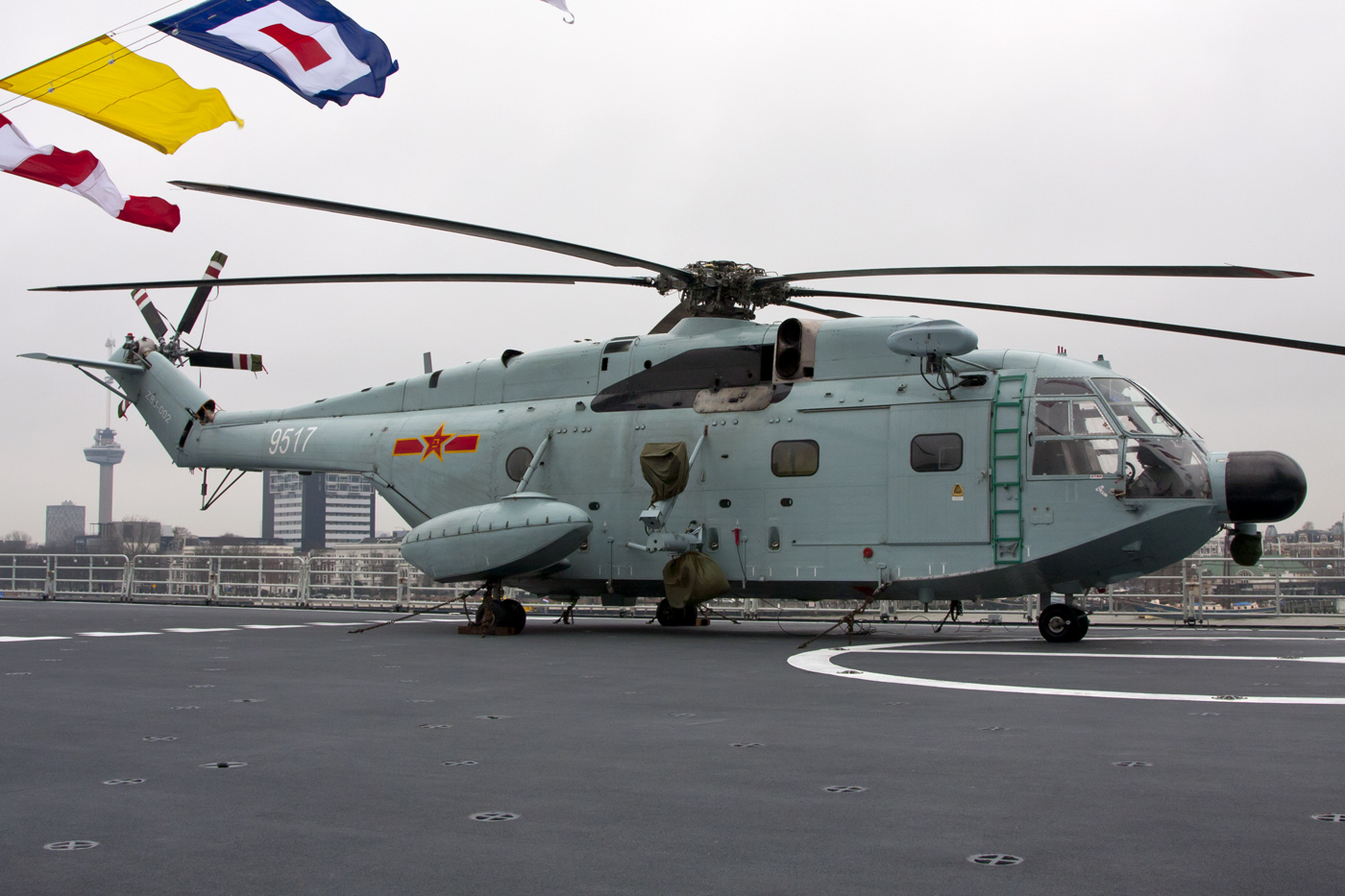
Changhe Z-8J
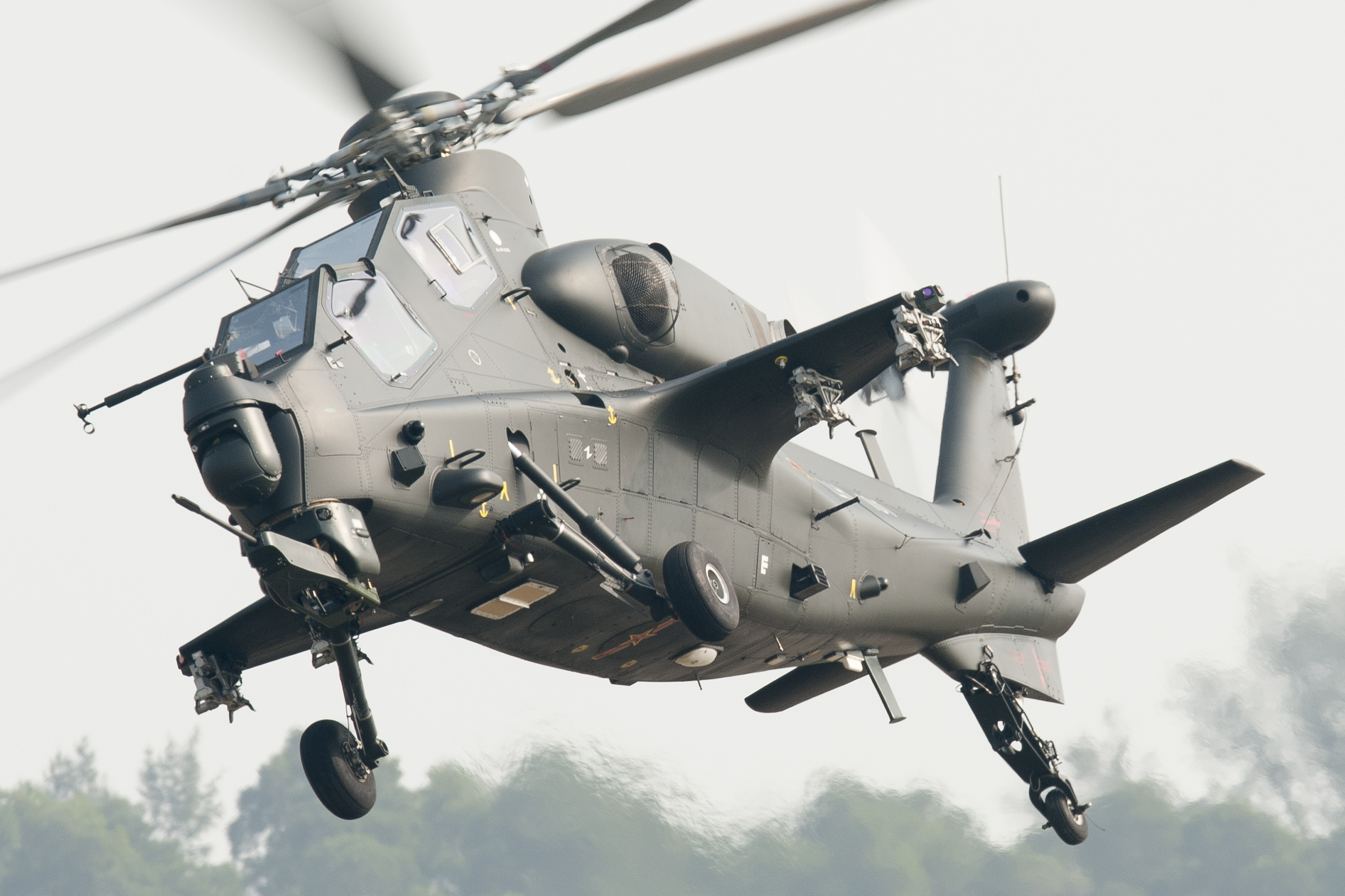
Changhe WZ-10
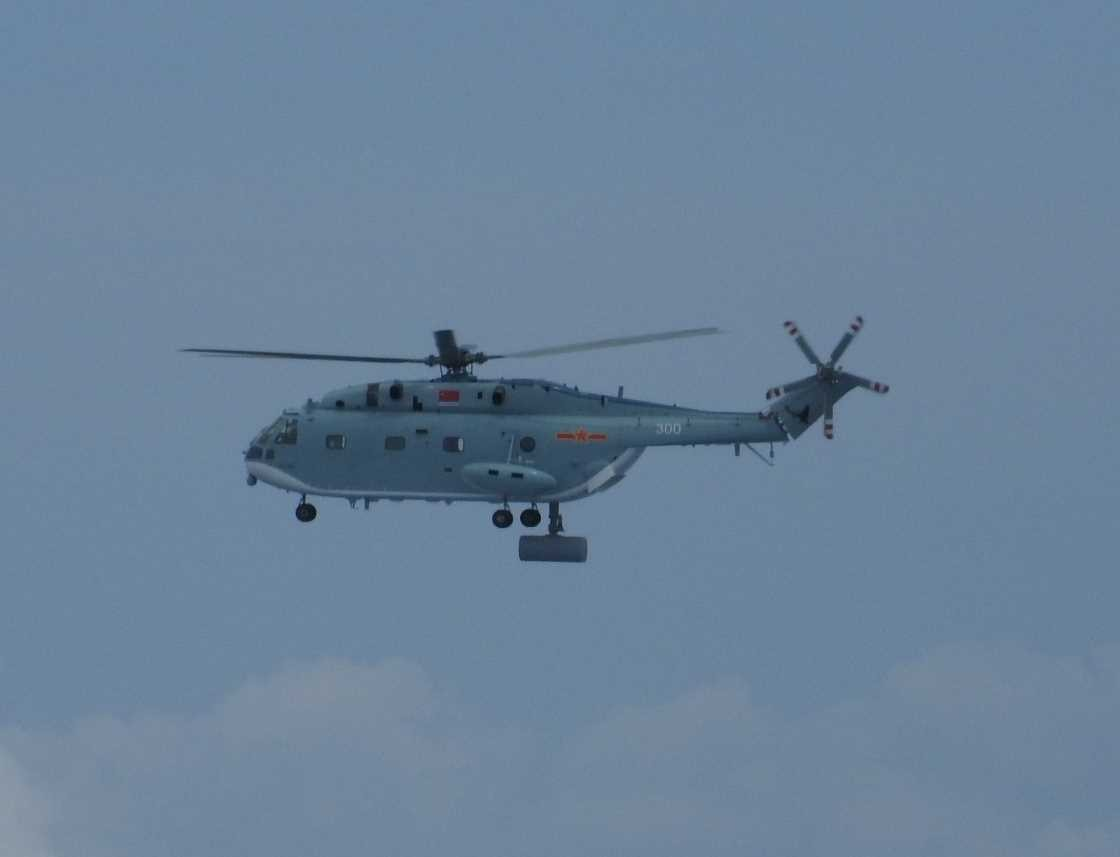
Changhe Z-18